# Kolpino
Kolpino (russisch Колпино) ist eine Großstadt in Russland in der Nähe von Sankt Petersburg mit 138.979 Einwohnern (Stand 14. Oktober 2010). Seit 1936 gehört sie administrativ zu Sankt Petersburg und bildet zusammen mit fünf benachbarten Siedlungen einen seiner Bezirke (Rajons).

## Geschichte

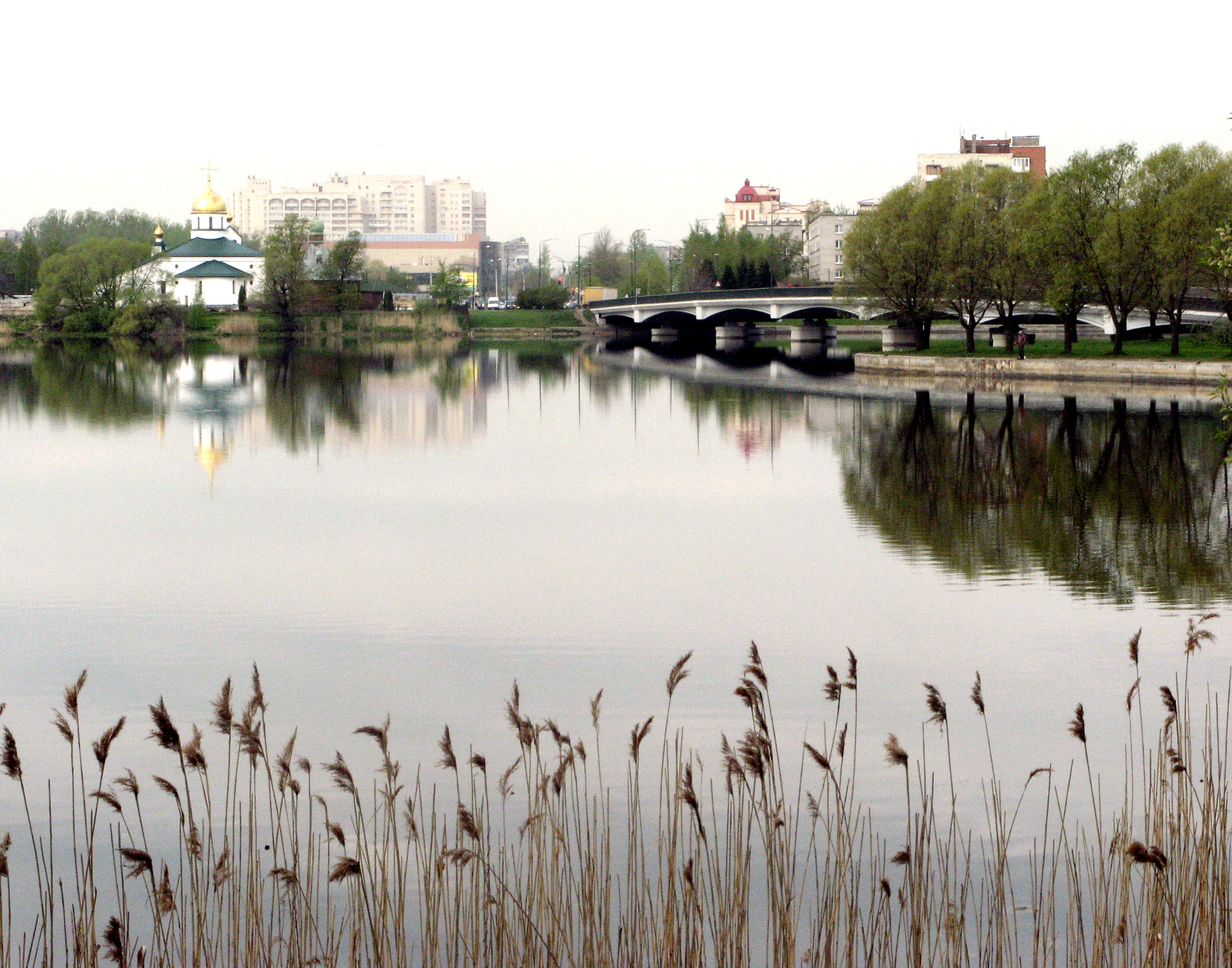
Der Fluss Ischora in Kolpino

1710 begann Fürst Alexander Menschikow auf Gutheißen des Zaren Peter I. mit dem Wiederaufbau eines ehemaligen schwedischen Sägewerkes südöstlich der unlängst angelegten neuen Hauptstadt Sankt Petersburg. Die Produktion des Werkes sollte vor allem dem Schiffbau dienen und hatte daher eine hohe strategische Bedeutung. Um das Werk herum bildeten sich Siedlungen, die 1722 offiziell zum neuen Ort Kolpino erklärt wurden.
Im 19. Jahrhundert wurden das Sägewerk und seine Infrastruktur stark ausgebaut; die Bevölkerung Kolpinos betrug um 1880 bereits rund 7000 Einwohner. 1878 erhielt Kolpino den Status eines Possads, also einer Handwerkssiedlung, und drei Jahre später sein eigenes Wappen. 1912 wurde Kolpino, mittlerweile über 20.000 Einwohner zählend, zur Stadt erklärt.
Zur Zeit des Zweiten Weltkrieges war Kolpino von September 1941 bis Januar 1944 Frontstadt. Aufgrund der ansässigen Rüstungsindustrie war die Stadt Ziel schwerer Luft- und Artilleriebombardements, ohne jedoch direkt von der Wehrmacht angegriffen zu werden.
Mehrere Versuche der Roten Armee, den Belagerungsring durch Angriffe von Kolpino, in südöstliche Richtung, entlang der "Oktoberbahn", aus zu sprengen, schlugen fehl. Erst im Januar 1944 wurden die deutschen Verbände gezwungen, sich infolge der Leningrad-Nowgoroder Operation zurückzuziehen. Bis dato war die Stadt größtenteils zerstört und besaß nur noch einen Bruchteil ihrer ursprünglichen Einwohnerzahl. 

### Bevölkerungsentwicklung
| Jahr | Einwohner |
| ---- | --------- |
| 1939 | 37.648    |
| 1959 | 34.781    |
| 1970 | 70.178    |
| 1979 | 113.732   |
| 1989 | 141.457   |
| 2002 | 136.632   |
| 2010 | 138.979   |

Anmerkung: Volkszählungsdaten

## Wirtschaft und Verkehr
Die Industrie ist die wichtigste Basis der Wirtschaft Kolpinos, sie besteht zum Großteil aus stahlverarbeitenden Betrieben, wie dem zum Severstal-Konzern gehörenden Ischorski-Röhrenwerk, und aus dem Maschinenbau. Am 31. August 2006 eröffnete die deutsche Firma Knauf eine neue Gipskartonfabrik in Kolpino. Durch das Projekt sind rund 100 neue Arbeitsplätze entstanden.
Die Stadt verfügt über eine Anbindung an die Fernstraßen M10 und A180 und hat einen Bahnhof an der Bahnstrecke Sankt Petersburg–Moskau.

## Söhne und Töchter der Stadt
- Michail Tomski (1880–1936), Gewerkschaftsfunktionär
- Jewgeni Gross (1897–1972), Physiker
- Nikolai Bojarski (1922–1988), Theater- und Filmschauspieler
- Nikolai Drosdezki (1957–1995), Eishockeyspieler
- Alexander Panow (* 1975), Fußballspieler
- Anton Malyschew (* 1985), Eishockeyspieler
- Artjom Meschtschaninow (* 1996), Fußballspieler